# Delete Forever
«Delete Forever» — сингл канадской исполнительницы Граймс. Он был выпущен 12 февраля 2020 на лейбле 4AD пятым и финальным синглом пятого студийного альбома Граймс «Miss Anthropocene».

## О песне
В интервью для Apple Music’s Beats 1, Граймс рассказала, что «Delete Forever» была написана в ночь смерти американского репера Lil Peep, а текст песни был вдохновлён смертью его друзей из-за опиоидной зависимости.
«Delete Forever» — «серьёзная и сердцеразбивающая» и «фольклорно мелодичная» акустическая баллада, в которой используются банджо, струнные, «невероятно чистая» акустическая гитара, электронные барабаны и бас. Граймс описывала «Delete Forever» как «довольно неуклюжую» песню о опиоидной эпидемии.

## Видеоклип
12 февраля 2020 видеоклип вышел на YouTube-канале исполнительницы.В нём певица показывается в разноцветных хвостиках на голове и необычным макияжем. Граймс рассказала, что видео было основано на четвертом томе японской киберпанк-манги Akira, в то время как его сеттинг был создан в программе 3D-моделирования.